# Gent Sejko
Gent Sejko es el gobernador del Banco de Albania desde el 5 de febrero de 2015.

## Biografía
Sejko se graduó de la Facultad de Economía, Universidad de Tirana, en 1991, en economía industrial. Obtuvo una Maestría en Contabilidad y Gestión Financiera Internacional (MAcc) de la Universidad de Glasgow, Escocia, en 1997, con su tesis sobre el papel de los bancos y la privatización de los bancos en las economías en transición. 
Sejko comenzó su carrera bancaria en 1992 como Jefe de División de Crédito del Banco Comercial Nacional. Luego trabajó como Inspector en el Departamento de Supervisión del Banco de Albania, hasta 1998, mientras perseguía sus estudios post-universitarios. 
Durante 1998-2000, trabajó para Deloitte & Touche como auditor sénior y consultor, responsable de la gestión de los procedimientos de auditoría. En los años 2001-2002, trabajó para el Banco Americano de Albania como Jefe de la División de Auditoría Interna y Cumplimiento, y participó en la ampliación de la red de sucursales del banco. Durante 2002-2004, el regresó al Departamento de Supervisión del Banco de Albania como Jefe de División para exámenes in situ. 
En el período 2004-2010, desempeñó varios cargos directivos en el Raiffeisen Bank, como el Jefe de División de Auditoría Interna, Cumplimiento y Relaciones con el Gobierno, director general de Raiffeisen Leasing y jefe de banca corporativa. También fue miembro del Comité de Crédito, Miembro del Comité de Gestión de Activos y Pasivos, Miembro del Consejo de Supervisión de Raiffeisen Leasing y Miembro del Consejo de Supervisión de Fondos de Pensiones. De julio de 2010 a febrero de 2015, Sejko fue director general adjunto y jefe de departamento de minoristas y red de sucursales de "Société Générale Albania". Además, fue miembro del Comité de Activos y Pasivos, Miembro del Consejo de Supervisión de SG Leasing y Miembro del Comité de Crédito del Banco.